# Revista Estadio (Ecuador)
Revista Estadio es una publicación quincenal editada y distribuida en Ecuador con sede en la ciudad de Guayaquil. Estadio es la revista insignia deportiva de Editores Nacionales, empresa editora de revistas del Ecuador. Nació el 7 de agosto de 1962 y es la revista del Ecuador, por su independencia política, su equilibrio, su investigación e integridad.

## Historia
La revista Estadio fue fundada el 7 de agosto de 1962 por Guillermo Valencia León, quien actualmente es su presidente y director general.
Esta publicación mensual, que ha logrado mantenerse líder en su género a lo largo de 45 años por su independencia política e integridad, fue inspirada por el ilustre ciudadano manabita Teodoro Alvarado Olea, Raph Del Campo y Guillermo Valencia Leon que con el apoyo de Xavier Alvarado Roca, actualmente mantiene informado la parte deportiva del Ecuador.
Desde su fundación el 7 de agosto de 1962, Estadio es la segunda revista del Ecuador, 45 años de trayectoria ejerciendo un periodismo veraz, pluralista, deportiva y frontal, la han convertido en el medio de comunicación al que acuden los ecuatorianos cada quincena para obtener información y análisis acerca de los temas de mayor interés sobre nuestro país y el mundo.
Comprometida únicamente con la verdad, Estadio recoge los puntos de vista más diversos para contribuir a la reflexión de sus lectores sobre los hechos y personajes que hacen noticia.